# 鲍家河水库
鲍家河水库是中国山西省长治市长子县境内的一座水库，位于岗河上，建于1976年。水库正常库容为434万立方米，集雨面积为175平方千米，海拔为946米。